# 羅馬鎮區 (明尼蘇達州法里博縣)
羅馬鎮區（英語：Rome Township）是位於美國明尼蘇達州法里博縣的一個行政鎮區。

## 地方資料
羅馬鎮區的面積為92.54平方千米，當中陸地面積為92.54平方千米，而水域面積為0.00平方千米。根據2020年美國人口普查的數據，當地共有人口122人，而人口密度為每平方千米1.32人。